# Carlo Gamba
Carlo Gamba (Firenze, 25 dicembre 1870 – Firenze, 27 agosto 1963) è stato uno storico dell'arte italiano.

## Biografia
Nacque a Firenze dal conte Paolo Gamba, dell'antica famiglia ravennate Gamba Ghiselli, e dalla moglie Eufrosine Damiani Caselli, anch'essa di noblli natali.
Ebbe un'educazione militare dapprima al collegio di Firenze poi dopo il 1890 alla scuola di Modena.  Nel 1892, dopo il rientro nella città natia, strinse amicizia con Herbert Percy Horne che lo introdusse allo studio dell'arte. Qualche tempo dopo si legò a Corrado Ricci con cui collaborò tra il 1903 e il 1906 alla riorganizzazione delle Regie Gallerie di Firenze. 
Dal 1907 fu ispettore onorario delle stesse gallerie operando soprattutto nella notifica di opere in collezioni private a cui aveva un accesso facilitato dal proprio titolo nobiliare. Un'altra attività in cui si distinse fu l'individuazione dei molti falsi che entravano in circolazione nell'attivissimo mercato di opere destinate all'esportazione.
Nel 1903 iniziò la sua ininterrotta attività di pubblicista con i numerosi saggi ed articoli stampati su testate specialistiche come il Bollettino d'Arte, Emporium, Dedalo, Critica d'arte, etc. Dal 1915 collaborò alla redazione de I disegni della R. Galleria degli Uffizi in Firenze che vide la finale pubblicazione nel 1922, dopo la Grande Guerra in cui il Gamba combatté nel 1817 e 1818. Tra le sue pubblicazioni monografiche sono da segnalare i volumi Il Pontormo del 1921 Botticelli del 1936 e Giovanni Bellini del 1937; fra le prime pubblicazioni sistematiche sull'opera dei due grandi pittori rinascimentali.
Dal 1909 si impegnò nella organizzazione di mostre, a partire dalla Mostra del Ritratto italiano dalla fine del sec, XVI all'anno 1861, sotto l direzione di Ojetti. Seguiranno diverse altre mostre come l'Exposition de l'art italien de Cimabue à Tiepolo al Petit Palais di Parigi nel 1935 oppure la Mostra del Cinquecento Toscano a Palazzo Strozzi nel 1940; le ultime due nel 1948: la Mostra d'arte fiamminga e olandese dei secoli XV e XVI e La Casa italiana nei secoli: mostra delle arti decorative in Italia dal trecento all'ottocento ambedue di nuovo a palazzo Strozzi.
Alla morte di Horne nel 1916 era stato destinato a dirigere la fondazione che conservava il lascito allo stato italiano del collezionista e studioso inglese. Un incarico che mantenne attivamente per tutta la vita: nel 1961, pochi anni prima della morte, pubblicò il catalogo de Il museo Horne a Firenze. Allo stesso museo aveva donato nel 1951 la Madonna col Bambino bassorilievo di Jacopo Sansovino proveniente dalla villa di famiglia nel parco del Neto presso Settimello. 
Dopo la sua morte il fondo della sua biblioteca fu assegnato alla biblioteca degli Uffizi mentre le sue carte vennero destinate alla Biblioteca Classense di Ravenna, la sua corrispondenza con Berenson è conservata nella Villa i Tatti, mentre i figuirini di moda che collezionava avidamente erano stati donati da gamba alla Biblioteca Marucelliana nel 1956.